# Chapelle de Reugny
Ne doit pas être confondu avec Prieuré Notre-Dame de Reugny.
La chapelle de Reugny est un petit édifice roman en ruines située sur la commune de Laféline, dans le département de l'Allier, en France.

## Localisation
La chapelle est située au sud de la commune, non loin de la limite avec Cesset. Elle se trouve à proximité immédiate de la D 46 reliant Saint-Pourçain-sur-Sioule à Montmarault, au nord de celle-ci, entourée des bâtiments d'une exploitation agricole.

## Histoire et description

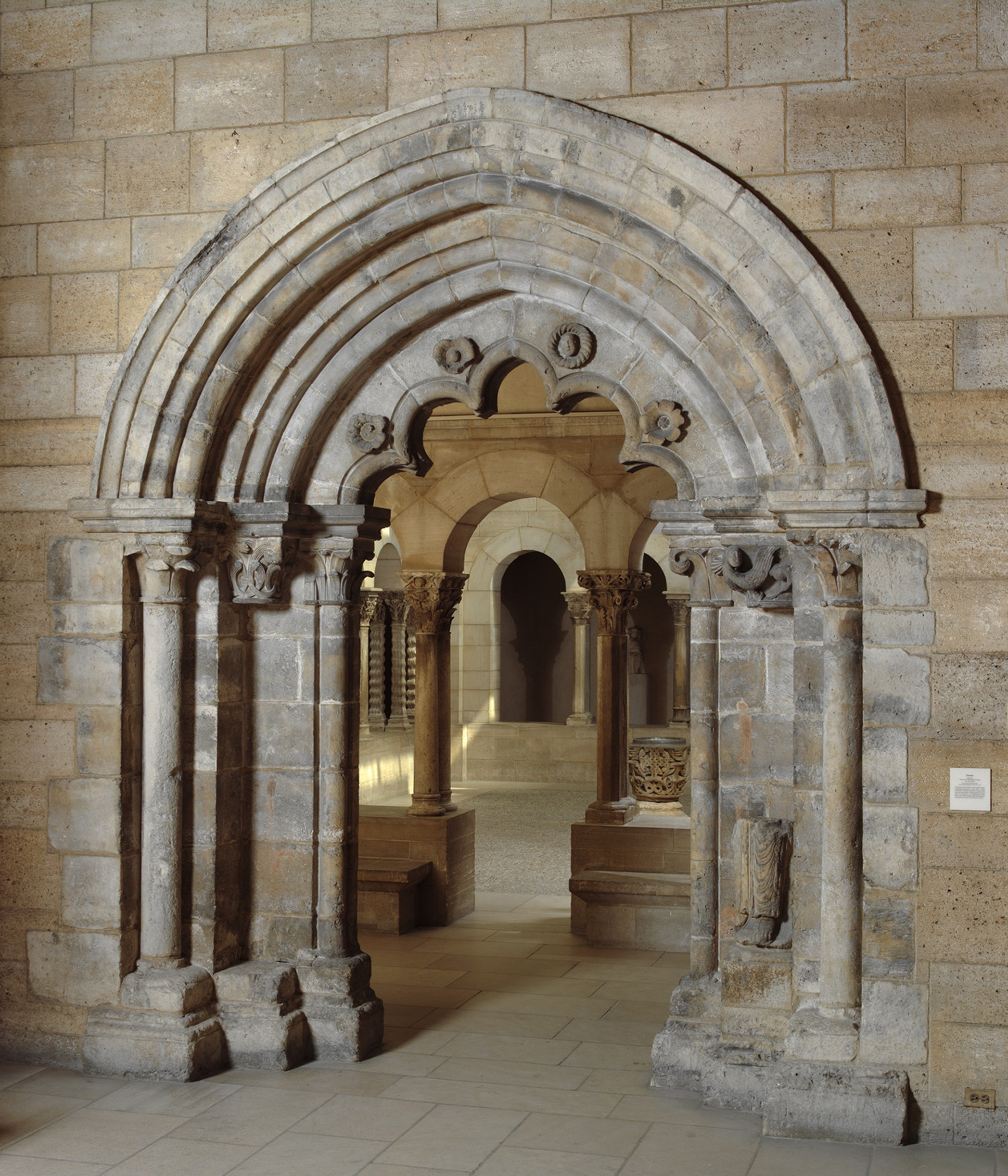
Le portail de la chapelle aujourd'hui au Cloisters Museum de New-York.

La chapelle, dédiée à Notre-Dame, fait partie d'un petit prieuré des augustins attesté en 1205 par Robert, évêque de Clermont comme étant sous la garde des ducs de Bourbon. Sa construction remonte probablement à la fin du XIIe siècle, le prieuré est incendié et ruiné par les huguenots entre 1565 et 1570. La chapelle est aujourd'hui en ruines. Les murs sont pour l'essentiel conservés (avec des fissures et des parties endommagées). Les toitures de la nef et de l'abside sont en partie crevées par la végétation qui s'est introduite dans le bâtiment.

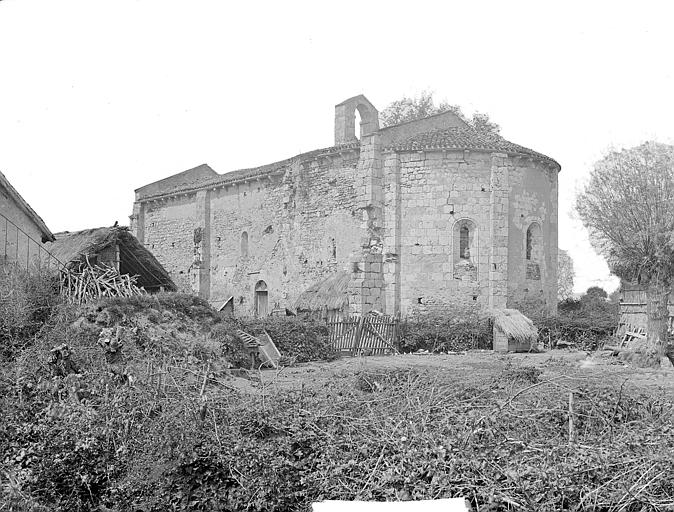
Photographie ancienne de la chapelle de Reugny.

Deux éléments remarquables caractérisent encore au début du XXe cette construction persistant après la ruine du prieuré au XVIe siècle : sa façade occidentale et son décor peint intérieur. Le portail, richement sculpté, comprend trois voussures dont l'inférieure est festonnée. Il est acheté par l'Américain George Blumenthal afin de décorer son appartement parisien. En 1934, lui et sa femme Florence donnent le portail au Cloisters Museum de New York. Cette porte se trouve dans la première pièce du musée et ouvre aujourd'hui sur le cloître de l'abbaye de Gellone,. Les peintures murales du XIVe et XVe siècles sont protégées par une inscription de la chapelle de Reugny au titre des monuments historiques depuis 1994. La protection porte sur ces peintures. 
Malgré son inscription aux monuments historiques, la chapelle est totalement laissée à l'abandon, soumise aux déjections des volatiles présents.